# Atholus debeauxi
Atholus debeauxi är en skalbaggsart som först beskrevs av Moro 1942.  Atholus debeauxi ingår i släktet Atholus och familjen stumpbaggar. Inga underarter finns listade i Catalogue of Life.